# Hyundai Getz
Hyundai Getz je automobil južnokorejske marke Hyundai i proizvodi se već od 2002. – 2009. godine. Facelifting je bio 2005. godine.

## Motori
- 1.1 L I4, 46 kW (63 ks)
- 1.1 L I4, 49 kW (66 ks)
- 1.3 L I4, 60 kW (82 ks)
- 1.3 L I4, 63 kW (85 ks)
- 1.4 L I4, 71 kW (97 ks)
- 1.6 L I4, 77 kW (105 ks)
- 1.6 L I4, 78 kW (106 ks)
- 1.5 L I3 turbo dizel, 60 kW (82 ks)
- 1.5 L I4 turbo dizel, 65 kW (88 ks)
- 1.5 L I4 turbo dizel, 81 kW (110 ks)